# Cumbia rap
La cumbia rap est un dérivé du genre cumbia. Il se caractérise par un rythme colombien plus traditionnel, ainsi que d'éléments hip-hop et reggae. 

## Représentants
Les pionniers de la cumbia rap comprennent : Crooked Stilo (de Los Angeles, d'origine salvadorienne) en 2003, El Gran Silencio, Control Machete et Cartel de Santa (de Nuevo León) à la fin des années 1990 et au début des années 2000, Santa Fe Klan (de Guanajuato), Chicos de Barrio (de Coahuila), ainsi que les Kumbia Kings (du Texas).
Les premiers groupes tex-mex ou onda chicana tels que La Mafia, La Sombra et Selena y Los Dinos ont expérimenté des rap sur des rythmes de cumbia à la fin des années 1980 et au début des années 1990. Parmi les autres représentants du genre en Argentine, on peut citer le groupe de fusion cumbia villera/rap Bajo Palabra et Kumbia Queers.